# ديفيد جاك
ديفيد جاك (بالإنجليزية: David Jack)‏ (3 أبريل 1899 ببولتن في المملكة المتحدة - 10 سبتمبر 1958 في المملكة المتحدة) هو مدرب كرة قدم ولاعب كرة قدم بريطاني (وحمل سابقاً جنسية المملكة المتحدة لبريطانيا العظمى وأيرلندا) في مركزي الهجوم ومهاجم داخلي. شارك مع منتخب إنجلترا لكرة القدم. أما مع النوادي، فقد لعب مع بولتون واندررز ونادي أرسنال ونادي بليموث أرجايل.

## وصلات خارجية
- ديفيد جاك على موقع قاعدة بيانات كرة القدم.إي يو (الإنجليزية)
- ديفيد جاك على موقع ناشيونال فوتبول تيمز (الإنجليزية)